# Tatoosh
Tatoosh ist eine 92 Meter lange Megayacht, die lange Zeit dem 2018 verstorbenen Microsoft-Mitbegründer Paul Allen gehörte. Ihr Name geht auf den Häuptling der Makah zurück, dem europäische Entdecker Ende des 18. Jahrhunderts begegneten. Im Besitz des US-amerikanischen Milliardärs befand sich auch die mit 126 Metern Länge noch größere Yacht Octopus.

## Geschichte

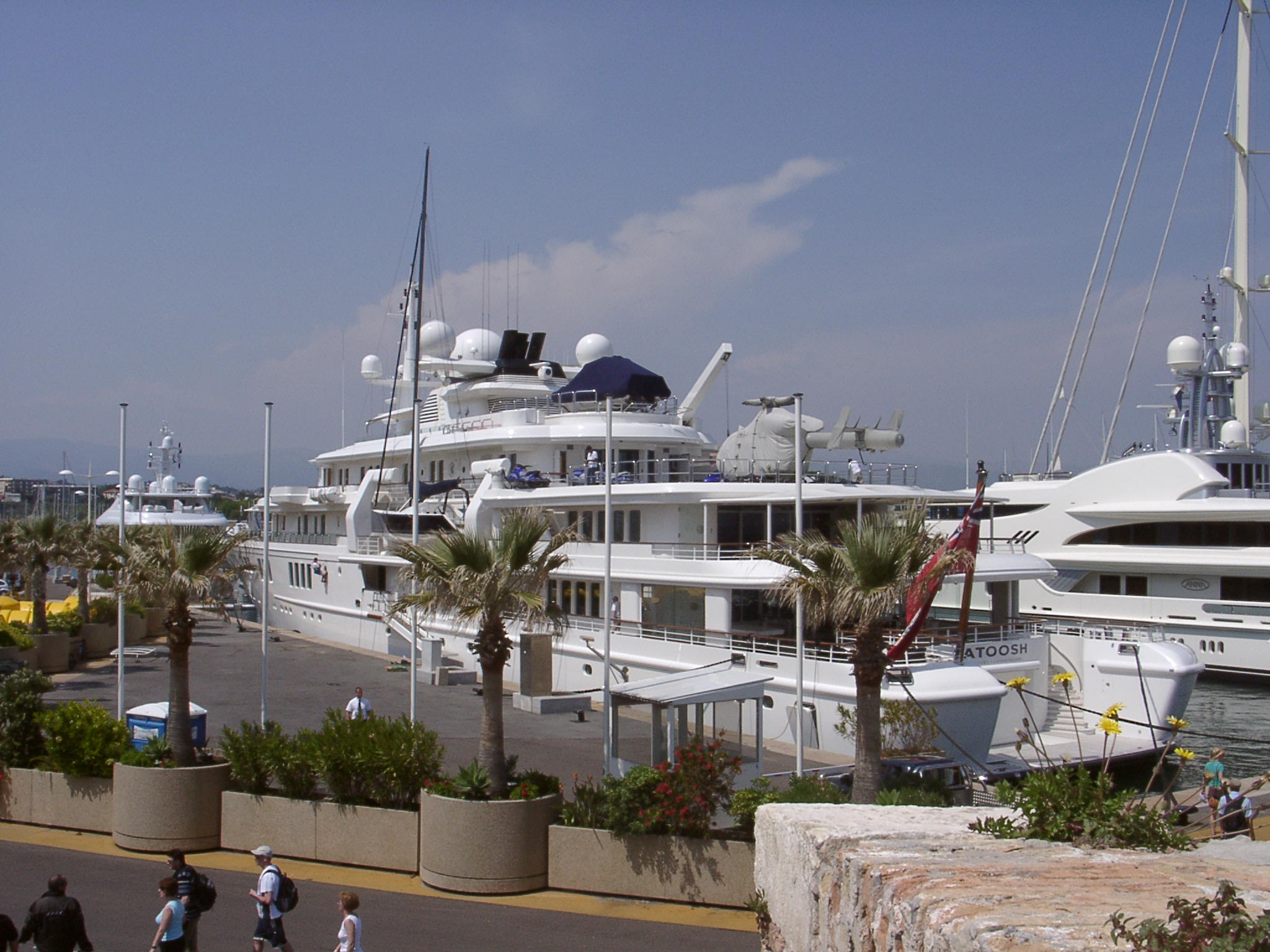
Tatoosh in Antibes (2008)

Die Tatoosh wurde ursprünglich für den US-amerikanischen Mobilfunk-Magnaten Craig McCaw von Kusch Yachts entworfen und in der deutschen Werft Nobiskrug in Rendsburg gebaut. Fertiggestellt wurde die Yacht im Juni 2000. Bereits 2001 wurde sie an Paul Allen für geschätzte 100 Millionen US-Dollar verkauft.
Die Tatoosh wurde 2005 für 700.000 US-Dollar von Teodorín Nguema Obiang, dem Sohn des Präsidenten von Äquatorialguinea, Teodoro Obiang Nguema Mbasogo, für eine Kreuzfahrt gemietet, auf der er die Rapperin Eve zu Gast hatte.
Am 14. Januar 2016 wurden durch die Ankerkette des Schiffs rund 80 Prozent eines über 1.300 Quadratmeter großen Korallenriffs bei Grand Caymans West Bay zerstört. Die Eigentümer der Tatoosh erklärten, dass die Anlegestelle von der örtlichen Hafenbehörde vorgegeben wurde.
Im Februar 2021 wurde die Tatoosh für 90 Millionen Dollar auf dem Markt angeboten und im November 2022 für eine ungenannte Summe verkauft.

## Ausstattung und technische Daten
Die Tatoosh verfügt über fünf Decks. Zur Ausstattung gehören zum Beispiel ein Salon mit einem französischen Kalksteinkamin, ein Kino und ein Swimmingpool. Äußere Besonderheiten sind zwei Vorrichtungen zum Transport von Hubschraubern und einen Stellplatz für eine Segelyacht von 12 Metern Länge. Die Yacht bietet Platz für 20 Gäste und 35 Crewmitglieder. Das Außendesign der Yacht stammt von Kusch Yachts und die Innenausstattung von Terence Disdale Design.

## Belege
1. 1 2  Tatoosh Yacht | 92m Nobiskrug | Superyacht Times. In: Superyacht Times. Abgerufen am 22. Februar 2024.
2. ↑  McCaw selling houses, planes and boats in downsizing effort. In: The Business Journals. 28. September 2001, abgerufen am 22. Februar 2024.
3. ↑  Rapper Eve Has Cameo in New U.S. Senate Investigation on Foreign Corruption. In: abc News. Abgerufen am 22. Februar 2024 (englisch).
4. ↑  Casey Michel: Michael Jackson Memorabilia Bought With Dirty Money of Dictator's Son. In: Rolling Stone. 8. Oktober 2021, abgerufen am 22. Februar 2024 (amerikanisches Englisch).
5. ↑  Billionaire boater destroys reef. In: Cayman News Service – Headline News from the Cayman Islands. Cayman News Service Ltd, 25. Januar 2016, abgerufen am 8. September 2019 (englisch).
6. ↑  Billionaire Paul Allen's Mega-Yacht Damages Reef: Report. In: NBC News. 29. Januar 2016, abgerufen am 23. Februar 2024 (englisch).
7. ↑  A huge ship once owned by Microsoft’s co-founder has tipped over with 21 people rushed to the hospital. In: Yahoo. 23. März 2023, abgerufen am 23. Februar 2024 (amerikanisches Englisch).
8. ↑  92m Nobiskrug superyacht Tatoosh sold. In: Superyacht Times. 3. November 2022, abgerufen am 23. Februar 2024.
9. ↑  Dominik Sarota: Tatoosh und Kismet: Zwei außergewöhnliche Megayachten in Palmas Marina Club de Mar. In: Mallorca Magazin. 10. August 2023, abgerufen am 23. Februar 2024.